# Francisco Enríquez de Almansa
Francisco Enríquez de Almansa (m. después del 30 de diciembre de 1541),  noble castellano a quien el monarca Carlos I de España le concedió el marquesado de Alcañices el 15 de diciembre de 1533 por su participación en la lucha contra los Comuneros.  Fundó el mayorazgo de la Casa de Alcañices con facultad Real en 1522.

## Progenie
Fue hijo de Juan Enríquez de Guzmán, señor de Velver y Cabreros, cuarto hijo del primer conde de Alba de Aliste, y de Constanza de Almansa, hija y sucesora de Diego de Almansa, IV señor de Alcañices y Almansa. Heredó los señoríos de sus padres, siendo el V señor de Alcañices, Tábara, Velver, Villavellid y Cabreros, y de su tío abuelo, Juan de Almansa, el estado de Valderrábano.

## Matrimonio y descendencia
Contrajo matrimonio en 1500 con Isabel de Ulloa y Castilla (m. 1544), hija de Rodrigo de Ulloa y Herrera, I señor de Mota del Marqués, alcaide de la fortaleza de Toro, caballero de la Orden de Santiago y contador mayor de los Reyes Católicos, y de Aldonza de Castilla, hija natural de Pedro de Castilla, obispo de Osma y de Palencia, y nieto de Pedro I de Castilla, en Isabel Drochelín. Fueron hijos de este matrimonio:
- Juan Enríquez de Almansa, II marqués de Alcañices,[2] casado con Elvira de Rojas.[1]
- Pedro Enríquez de Almansa, caballero de la Orden de Santiago,[2] casado con Juana Enríquez de Sotomayor.
- Martín Enríquez de Almansa (m. Lima, 12 de marzo de 1583), en quien su padre fundó el estado de Valderrábano. Fue el cuarto Virrey de Nueva España (1568-1580) y sexto Virrey del Perú (1581-1583).  Contrajo matrimonio con María Manrique de Castilla, hija del III marqués de Aguilar de Campoo y V conde de Castañeda. Su hijo primogénito, Francisco, fue el I marqués de Valderrábano.[3]
- Diego Enríquez de Almansa, obispo de Coria (1550-1565).
- María Enríquez, casada con Diego López de Zúñiga, V conde de Nieva.[3]
- Francisca Enríquez, mujer de Sancho de Rojas y Sarmiento, hijo del I marqués de Poza.[4]
- Aldonza Enríquez, religiosa en Toro.
- Antonia Enríquez, religiosa en Toro.